# Liste der Kardinalpriester von Santa Maria in Via
Folgende Kardinäle waren Kardinalpriester von Santa Maria in Via (lat. Titulus Sanctae Mariae in Via):
- Giulio della Cornea Malteserorden (1551–1555)
- Giacomo Puteo (1555–1563)
- Alessandro Sforza (1565–1581)
- vakant (1581–1585)
- Vincenzo Lauro (1585–1589)
- Giovanni Francesco Morosini (1590–1596)
- Silvio Savelli (1596–1599)
- Roberto Bellarmino SJ (1599–1620)
- Stefano Pignatelli (1621–1623)
- vakant (1623–1630)
- Gil Carrillo de Albornoz (1630–1643)
- Francesco Angelo Rapaccioli (1643–1650)
- Carlo Rossetti (1653–1654)
- Francesco Albizzi (1654–1671)
- César d’Estrées (1672–1675)
- Carlo Carafa della Spina (1675–1680)
- vakant (1680–1689)
- Francesco Maidalchini (1689–1691)
- vakant (1691–1696)
- Giacomo Boncompagni (1696–1724)
- Melchior de Polignac (1724–1725)
- Francesco Antonio Finy (1728–1729)
- Carlo Vincenzo Maria Ferreri Thaon OP (1729–1742)
- Giuseppe Pozzobonelli (1743–1758)
- Pietro Francesco Bussi (1759–1765)
- Antonio Colonna Branciforte (1767–1786)
- vakant (1786–1801)
- Girolamo della Porta (1801–1802)
- Michele Di Pietro (1802–1816)
- Giorgio Doria Pamphilj Landi (1816–1818)
- vakant (1818–1823)
- Carlo Maria Pedicini (1823–1828)
- vakant (1828–1837)
- Luigi Amat di San Filippo e Sorso (1837–1852)
- François-Auguste-Ferdinand Donnet (1853–1882)
- François-Marie-Benjamin Richard de la Vergne (1889–1908)
- Agostino Richelmy (1911–1923)
- Patrick Joseph Hayes (1924–1938)
- Thomas Tien Ken-sin SVD (1946–1967)
- Paul Yoshigoro Taguchi (1973–1978)
- Joseph-Marie Trinh Van-Can (1979–1990)
- Egano Righi-Lambertini (1990–2000)
- Antonio José González Zumárraga (2001–2008)
- Raúl Eduardo Vela Chiriboga (2010–2020)
- Filipe Neri António Sebastião do Rosário Ferrão (seit 2022)